# ایر دولومیتی
ایر دولومیتی (به انگلیسی: Air Dolomiti) یک شرکت هواپیمایی با کد یاتا EN است که در تاریخ ۱۹۹۱ میلادی تأسیس شده‌است. این شرکت اکنون یکی از شرکت‌های تابعهٔ لوفت‌هانزا محسوب می‌شود.

## مقصدهای پروازی

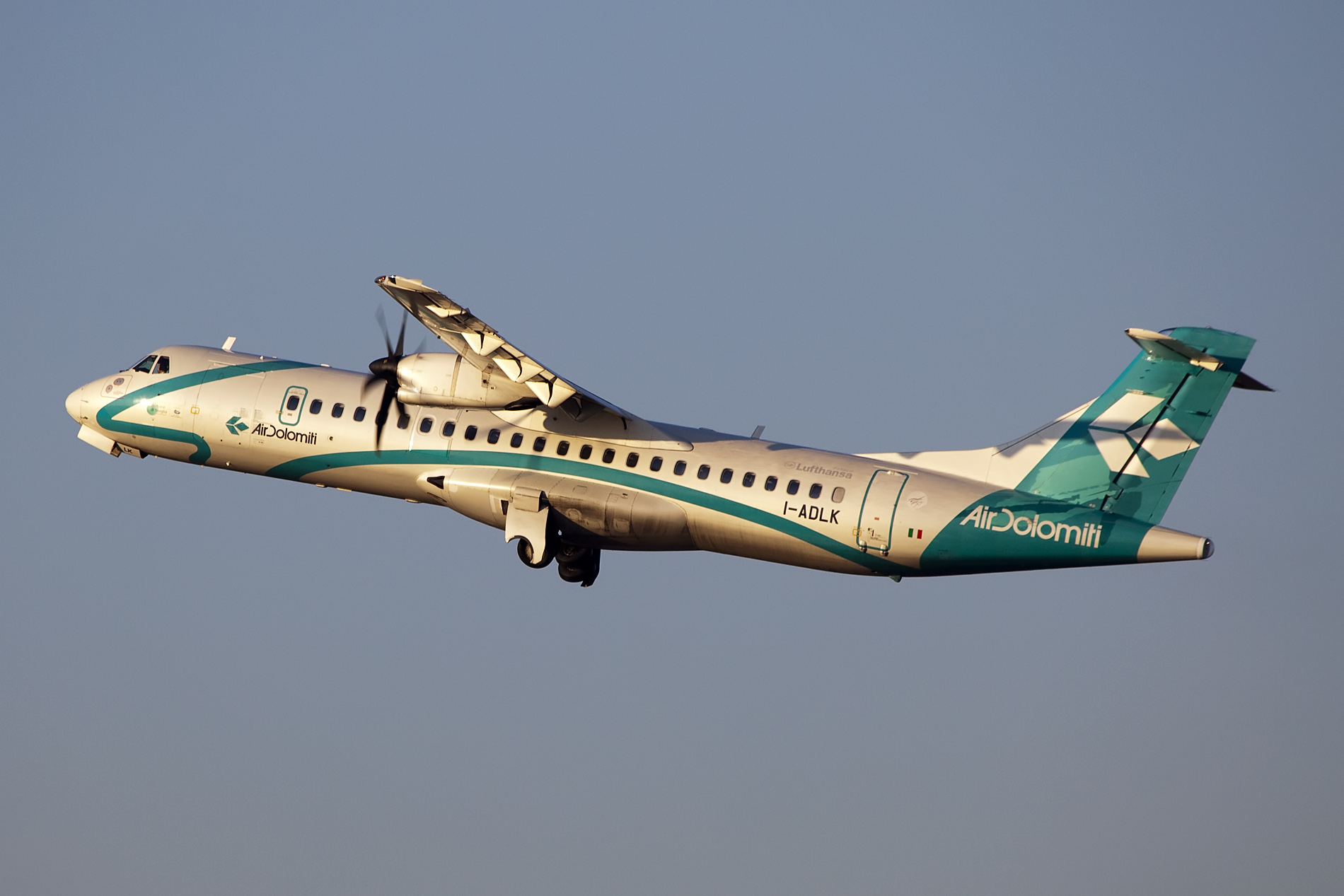
یک فروند ای‌تی‌آر ۷۲ متعلق به ایر دولومیتی که اکنون بازنشسته شده‌است.

### قرارداد نماد مشترک
ایر دولومیتی با شرکت‌های هواپیمایی زیر قرارداد نماد مشترک دارد:
- ایر چاینا
- آل نیپون ایرویز
- لوفت‌هانزا
- یونایتد ایرلاینز

## ناوگان هوایی

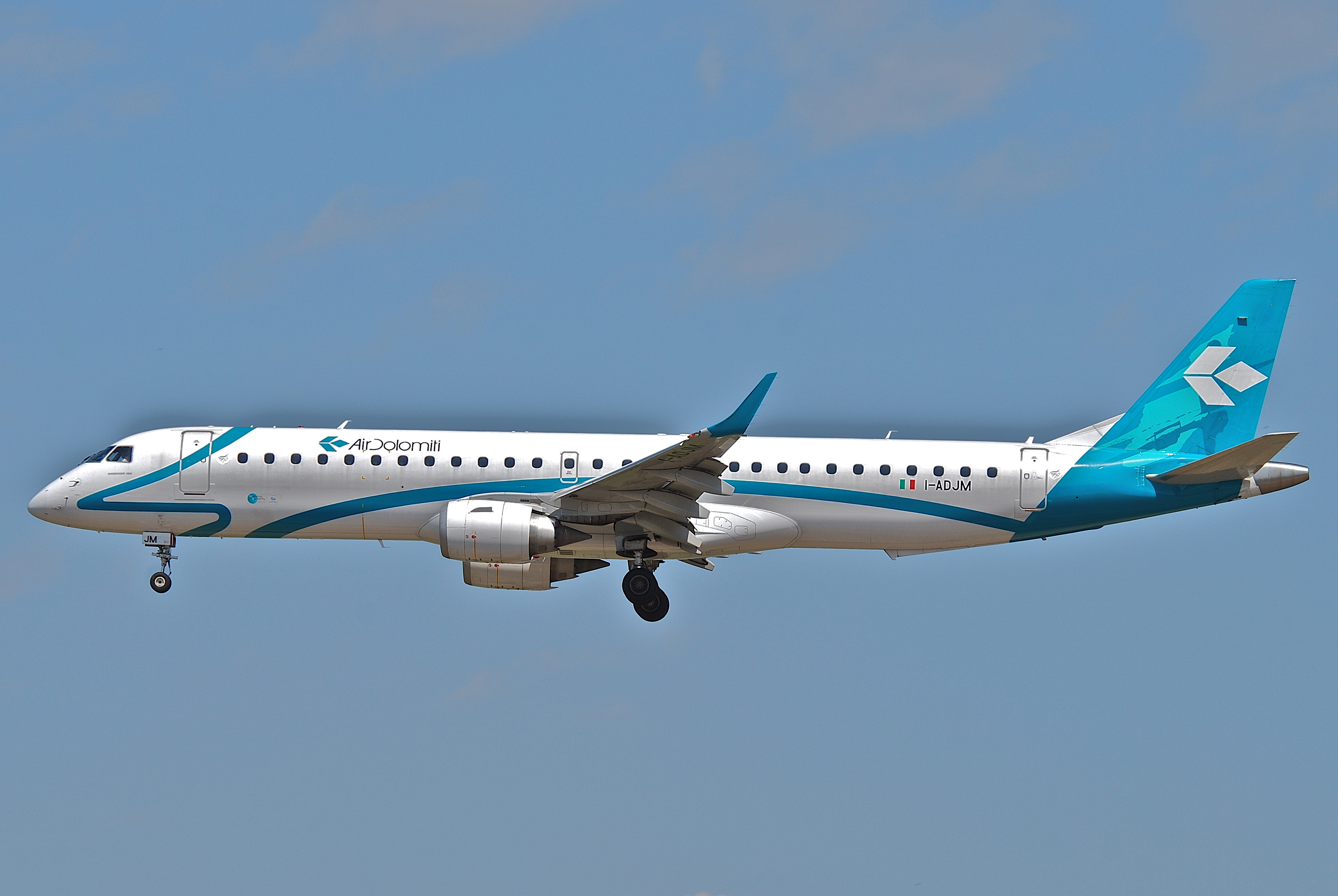
یک فروند امبرائر ۱۹۵ متعلق به ایر دولومیتی.

در فوریهٔ ۲۰۱۷ میلادی ناوگان ایر دولومیتی به شرح زیر است: